# Erlend Storesund
Erlend Kjellevold Storesund (Bergen, 22 febbraio 1985) è un ex calciatore norvegese, di ruolo centrocampista.

## Caratteristiche tecniche
Viene schierato da ala sinistra.

## Carriera

### Club

#### Brann
Storesund cominciò la carriera professionistica con la maglia del Brann. Con questa formazione, debuttò nell'Eliteserien il 16 febbraio 2003, sostituendo Joachim Walltin nel minuti finali del successo per 3-0 sull'Odd Grenland. L'anno successivo, giocò 4 incontri nella Coppa di Norvegia 2004, vinta poi dalla sua squadra. Proprio in quella competizione, segnò la prima rete per il club, contribuendo al successo per 5-0 sul Norheimsund, datato 26 maggio 2004.

#### Løv-Ham
Nell'estate 2005, passò al Løv-Ham con la formula del prestito. Esordì nella nuova squadra, militante in 1. divisjon, il 7 agosto: sostituì Thomas Tennebø nella sconfitta per 1-0 sul campo dello Strømsgodset. A gennaio 2006, rinnovò il contratto con il Brann, ma restò ancora in prestito al Løv-Ham. Il 25 maggio 2006 segnò la prima rete in campionato per la squadra, nel pareggio per 2-2 in casa dello Sparta Sarpsborg.
Successivamente, il suo accordo con il Brann giunse alla scadenza e il calciatore si accordò proprio con il Løv-Ham, firmando questa volta un contratto a titolo definitivo. Prima dell'inizio del campionato 2010, fu nominato capitano della squadra.
Il 1º gennaio 2011 rinnovò l'accordo con il club. A febbraio dello stesso anno, partecipò al campo d'allenamento del Brann, in Turchia. A fine stagione, il club retrocesse e Storesund si ritrovò svincolato.

#### Fyllingsdalen
Giocò poi per il Fyllingsdalen, formazione nata dalla fusione tra Løv-Ham e Fyllingen. Esordì con questa casacca il 28 aprile 2012, schierato titolare nella sconfitta casalinga per 0-2 contro il Levanger.

### Nazionale
Storesund giocò 22 partite per le Nazionali giovanili norvegesi, con 3 reti all'attivo.

## Statistiche

### Presenze e reti nei club
Statistiche aggiornate al 2 maggio 2012.
| Stagione       | Club           | Campionato     | Campionato | Campionato | Coppe nazionali | Coppe nazionali | Coppe nazionali | Coppe continentali | Coppe continentali | Coppe continentali | Supercoppe | Supercoppe | Supercoppe | Totale | Totale |
| Stagione       | Club           | Comp           | Pres       | Reti       | Comp            | Pres            | Reti            | Comp               | Pres               | Reti               | Comp       | Pres       | Reti       | Pres   | Reti   |
| -------------- | -------------- | -------------- | ---------- | ---------- | --------------- | --------------- | --------------- | ------------------ | ------------------ | ------------------ | ---------- | ---------- | ---------- | ------ | ------ |
| 2003           | Brann          | ES             | 3          | 0          | CN              | 2               | 0               | -                  | -                  | -                  | -          | -          | -          | 5      | 0      |
| 2004           | Brann          | ES             | 7          | 0          | CN              | 4               | 1               | -                  | -                  | -                  | -          | -          | -          | 11     | 1      |
| gen.-ago. 2005 | Brann          | ES             | 1          | 0          | CN              | 2               | 0               | CU                 | 0                  | 0                  | -          | -          | -          | 3      | 0      |
| Totale Brann   | Totale Brann   | Totale Brann   | 11         | 0          |                 | 8               | 1               |                    | 0                  | 0                  |            | -          | -          | 19     | 1      |
| ago.-dic. 2005 | Løv-Ham        | 1D             | 8          | 0          | CN              | 0               | 0               | -                  | -                  | -                  | -          | -          | -          | 8      | 0      |
| 2006           | Løv-Ham        | 1D             | 25         | 3          | CN              | ?               | ?               | -                  | -                  | -                  | -          | -          | -          | 25+    | 3+     |
| 2007           | Løv-Ham        | 1D             | 29         | 5          | CN              | ?               | ?               | -                  | -                  | -                  | -          | -          | -          | 29+    | 5+     |
| 2008           | Løv-Ham        | 1D             | 26         | 4          | CN              | 2+              | 1+              | -                  | -                  | -                  | -          | -          | -          | 28+    | 5+     |
| 2009           | Løv-Ham        | 1D             | 22         | 1          | CN              | ?               | ?               | -                  | -                  | -                  | -          | -          | -          | 22+    | 1+     |
| 2010           | Løv-Ham        | 1D             | 26+1       | 2          | CN              | 3               | 0               | -                  | -                  | -                  | -          | -          | -          | 30     | 2      |
| 2011           | Løv-Ham        | 1D             | 18         | 2          | CN              | 2               | 0               | -                  | -                  | -                  | -          | -          | -          | 20     | 2      |
| Totale Løv-Ham | Totale Løv-Ham | Totale Løv-Ham | 154+1      | 17         |                 | 7+              | 1+              |                    | -                  | -                  |            | -          | -          | 162+   | 18+    |
| 2012           | Fyllingsdalen  | 2D             | 1          | 0          | CN              | 0               | 0               | -                  | -                  | -                  | -          | -          | -          | 1      | 0      |
| Totale         | Totale         | Totale         | 160+1      | 17         |                 | 15+             | 2+              |                    | 0                  | 0                  |            | -          | -          | 176+   | 19+    |

## Palmarès
- Coppa di Norvegia: 1

Brann: 2004